# Laura Csortan
Laura Csortan es una  presentadora de televisión y  modelo  australiana de origen húngaro. Participó en los  concursos de belleza Miss Universo 1997 y Miss Mundo 1997.
Laura comenzó su carrera como modelo con publicidad en los catálogos de Harris Scarfe

## Carrera
Desde octubre de 2000 hasta noviembre de 2006, fue presentadora de The Great Outdoors en Seven Network.
Anteriormente también copresentó la versión australiana de La rueda de la fortuna, con Larry Emdur, pero el programa fue cancelado debido a bajos niveles de audiencia al sexto mes de su debut.